# Mont-Saint-Éloi
 Mont-Saint-Éloi  es una población y comuna francesa, en la región de Norte-Paso de Calais, departamento de Paso de Calais, en el distrito de Arras y cantón de Dainville.

## Demografía
| 1053 | 1042 | 1056 | 1023 | 982 | 1018 |
| Para los censos de 1962 a 1999 la población legal corresponde a la población sin duplicidades (Fuente: INSEE [Consultar]) |      |      |      |     |      |

## Lugares y monumentos
- Menhires conocidos como Pierres Jumelles o Pierres d'Acq.
- Ruinas de la antigua iglesia abacial.